# Dienis Kleszniew
Dienis Kleszniew (ros. Денис Клешнев; ur. 31 maja 1981 r. w Leningradzie) – rosyjski wioślarz.

## Osiągnięcia
- Mistrzostwa Świata – Gifu 2005 – dwójka podwójna – 11. miejsce[1].
- Mistrzostwa Świata – Poznań 2009 – ósemka – 10. miejsce[1].